# AK-130艦砲
AK-130是一款由苏联设计、俄罗斯继续使用的双联装130毫米多用途自动化舰炮系统，可用于舰艇的对海、对空和对岸火力支援。

## 历史
由聖彼德堡的和弗倫澤軍火設計局共同設計製造。
1976年6月由设计局开始设计。单管炮A-217；双管炮A-218。“街垒”工厂生产。在现代级驱逐舰上海试了5年，1985年11月1日入役。

## 技术
該系統包含一套帶電視和電子瞄準裝置的電腦控制系統。火炮可由阿美第斯特設計局的MR-184雷達控制系統控制實施全自動射擊，搜索距离75km，跟踪距离40km，重8吨；也可在自主控制模式下由砲手使用炮塔上的康丹瑟光學瞄準具實施射擊，還可使用全手動模式射擊。
半球状炮塔外径近6米，高4.7米。炮塔基座下为全自动供弹、装填系统及弹库，深度6.2～9.4米，占据两层舱室，分别是电缆动力舱和3个圆形弹架组成的转运舱，再下是弹库舱，采用提升机向圆形弹架补充弹药。在每个弹架上均按圆周排列10组炮弹，每组6发，共60发炮弹，3个弹架总计备弹180发。每座炮塔备弹320发。基洛夫级巡洋舰每座炮塔备弹440发。弹药为整装式。炮塔右上方还装有光电控制系统作为备用与应急系统。炮塔内还设有炮位和瞄准战位。
54倍口径身管，初速875米/秒，持续射速35发/分，最大射速70发/分，弹丸重32千克，最大射程29.5千米，最大射高20千米，全重94吨。 